# Kosmos 2262
Kosmos 2262, ruski izviđački satelit iz programa Kosmos. Vrste je Orlec-1. 
Lansiran je 7. rujna 1993. godine u 13:25 s kozmodroma Bajkonura (Tjuratam) u Kazahstanu. Lansiran je u nisku orbitu oko planeta Zemlje raketom nosačem Sojuz-U2 11A511U2. Orbita mu je bila 207 km u perigeju i 304 km u apogeju. Orbitna inklinacija bila je 64,8°. COSPARova oznaka je 1993-057-A. Zemlju je obilazio u 89,6 minuta. Pri lansiranju bio je mase 6500 kg. 
18. prosinca 1993. prestao je djelovati. Tog je dana bilo posljednje emitiranje podataka s rakete-nosača.

## Vanjske poveznice
- N2YO.com Search Satellite Database
- Celes Trak SATCAT Format Documentation (engl.)
- Planet4589.org Tablični prikaz podataka o satelitima